# Marianne Brandt
För operasångerskan med samma namn, se Marianne Brandt (operasångerska).
Marianne Brandt, född Liebe, född 1 oktober 1893 i Chemnitz, Tyskland, död 18 juni 1983 i Kirchberg, Österrike, var en tysk formgivare och metallarbetare. Hon är en av Bauhaus mest kända metallarbetare.
Brandt utbildade sig vid Bauhaus och arbetade även under en period för Walter Gropius i hans studio i Berlin. Under perioden 1929–1932 var hon konstnärlig ledare vid metallvarufabrikanten Ruppelverk.
Brandt arbetade främst med rationellt utformade belysningsarmaturer som serieproducerades av tysk industri. Ett exempel är Kandem sängbordslampa från 1927. Ett annat av Brandts föremål är en tekanna av försilvrad mässing från 1924. Denna, liksom alla hennes serveringskärl i metall, präglas av ett skulpturalt, geometriskt formspråk. Flera av Brandts armaturmodeller nytillverkas.
Marianne Brandt finns representerad i Nationalmuseums samlingar och Museum of Modern Art.